# Jozef Stümpel
Jozef Stümpel (* 20. července 1972, Nitra) je bývalý slovenský hokejový útočník.

## Kariéra

### Klubová kariéra
S hokejem začínal ve svém rodišti, v Nitře. K prvnímu prvoligovému zápasu nastoupil v sezóně 1989/90 v dresu Plastiky Nitra. Následující sezónu odehrál již v AC Nitra. Tuto sezónu zakončil 45 body (23 gólů a 22 přihrávek), které nasbíral ve 49 zápasech. V roce 1991 byl draftován klubem NHL. Tím byl Boston Bruins, který si jej vybral jako celkově 40. v pořadí. V první sezóně v dresu Bostonu, odehrál jen 4 zápasy. Postupně se však dokázal dostat do základní sestavy mužstva a v od sezóny 1995/96 patřil již mezi opory. V sezóně 1997/98 přestoupil do týmu Los Angeles Kings. Kde setrval do sezóny 2000/01. V následujícím roce se totiž vrátil zpět do Bostonu. Sezóna 2003/04 znamenala pro Stümpela opět stěhování do Los Angeles.
Poté, co v NHL nezapočala sezóna 2004/05, vrátil se zpět do Evropy, kde sehrál celou sezónu v dresu Slavie Praha. V následující sezóně, poté co se NHL opět rozjelo, podepsal dvojroční smlouvu s klubem Florida Panthers za 3,25 milionů USD. Po sezóně 2007/08 byl ze smlouvy vyplacen a za nové působiště si vybral tým KHL Barys Astana.

### Reprezentační kariéra
Jozef Stümpel získal s československou reprezentací bronzovou medaili na mistrovství světa do 18 let v roce 1990. V seniorské reprezentaci se prvně objevil na mistrovství světa v 1997 a následně pak ještě 1998. Další účast na mistrovství světa přišlo až ve zlatý rok 2002, bronzový 2003, další však již bezmedailové 2004 a 2005.
Taktéž se zúčastnil olympijských her v roce 2002 v Salt Lake City a 2006 v Turíně. Na světovém poháru nastoupil se slovenskou reprezentací v ročnících 1996 a 2004.
Za slovenskou reprezentaci odehrál celkově 76 zápasů. V nich vsítil 16 gólů.

## Ocenění a úspěchy
- 2003 MS – Nejlepší nahrávač
- 2010 KHL – Utkání hvězd
- 2014 SHL – Nejproduktivnější hráč
- 2014 SHL – Nejlepší nahrávač
- 2014 SHL – Nejlepší nahrávač v playoff
- 2014 SHL – Zlatá korčuľa

## Prvenství

### NHL
- Debut – 15. března 1992 (Boston Bruins proti Los Angeles Kings)
- První gól – 31. března 1992 (Quebec Nordiques proti Boston Bruins, brankáři Stephane Fiset)
- První asistence – 21. listopadu 1992 (Boston Bruins proti Philadelphia Flyers)
- První hattrick – 21. listopadu 1995 (Boston Bruins proti Winnipeg Jets)

### ČHL
- Debut – 17. září 2004 (Vsetínská hokejová proti HC Slavia Praha)
- První gól – 19. září 2004 (HC Slavia Praha proti HC Sparta Praha, brankáři Petru Břízovi)
- První asistence – 21. září 2004 (HC Moeller Pardubice proti HC Slavia Praha)
- První hattrick – 13. března 2005 (HC Slavia Praha proti Bílí Tygři Liberec)

### KHL
- Debut – 3. září 2008 (CHK Neftěchimik Nižněkamsk proti Barys Astana)
- První asistence – 5. září 2008 (HC Lada Togliatti proti Barys Astana)
- První gól – 12. září 2008 (Barys Astana proti Metallurg Magnitogorsk, brankáři Andrèj Mezin)

## Klubová statistika
| Sezóna        | Klub                     | Soutěž        |     | Základní část | Základní část | Základní část | Základní část | Základní část |    | Play off | Play off | Play off | Play off | Play off |
| Sezóna        | Klub                     | Soutěž        | Z   | G             | A             | B             | TM            | Z             | G  | A        | B        | TM       |          |          |
| 1989–90       | MHC Plastika Nitra       | 1.SNHL        | 38  | 12            | 11            | 23            | —             | —             | —  | —        | —        | —        |          |          |
| 1990–91       | AC Nitra                 | ČSHL          | 49  | 23            | 22            | 45            | 14            | —             | —  | —        | —        | —        |          |          |
| 1991–92       | Kölner EC                | 1.GBun        | 33  | 19            | 18            | 37            | 35            | 4             | 1  | 1        | 2        | 0        |          |          |
| 1991–92       | Boston Bruins            | NHL           | 4   | 1             | 0             | 1             | 0             | —             | —  | —        | —        | —        |          |          |
| 1992–93       | Boston Bruins            | NHL           | 13  | 1             | 3             | 4             | 4             | —             | —  | —        | —        | —        |          |          |
| 1992–93       | Providence Bruins        | AHL           | 56  | 31            | 61            | 92            | 26            | 6             | 4  | 4        | 8        | 0        |          |          |
| 1993–94       | Boston Bruins            | NHL           | 59  | 8             | 15            | 23            | 14            | 13            | 1  | 7        | 8        | 4        |          |          |
| 1993–94       | Providence Bruins        | AHL           | 17  | 5             | 12            | 17            | 4             | —             | —  | —        | —        | —        |          |          |
| 1994–95       | Kölner Haie              | DEL           | 25  | 16            | 23            | 39            | 18            | —             | —  | —        | —        | —        |          |          |
| 1994–95       | Boston Bruins            | NHL           | 44  | 5             | 13            | 18            | 8             | 5             | 0  | 0        | 0        | 0        |          |          |
| 1995–96       | Boston Bruins            | NHL           | 76  | 18            | 36            | 54            | 14            | 5             | 1  | 2        | 3        | 0        |          |          |
| 1996–97       | Boston Bruins            | NHL           | 78  | 21            | 55            | 76            | 14            | —             | —  | —        | —        | —        |          |          |
| 1997–98       | Los Angeles Kings        | NHL           | 77  | 21            | 58            | 79            | 53            | 4             | 1  | 2        | 3        | 2        |          |          |
| 1998–99       | Los Angeles Kings        | NHL           | 64  | 13            | 21            | 34            | 10            | —             | —  | —        | —        | —        |          |          |
| 1999–00       | Los Angeles Kings        | NHL           | 57  | 17            | 41            | 58            | 10            | 4             | 0  | 4        | 4        | 8        |          |          |
| 2000–01       | HC Slovan Bratislava     | SHL           | 9   | 2             | 4             | 6             | 16            | —             | —  | —        | —        | —        |          |          |
| 2000–01       | Los Angeles Kings        | NHL           | 63  | 16            | 39            | 55            | 14            | 13            | 3  | 5        | 8        | 10       |          |          |
| 2001–02       | Los Angeles Kings        | NHL           | 9   | 1             | 4             | 5             | 4             | —             | —  | —        | —        | —        |          |          |
| 2001–02       | Boston Bruins            | NHL           | 72  | 7             | 46            | 53            | 14            | 6             | 0  | 2        | 2        | 0        |          |          |
| 2002–03       | Boston Bruins            | NHL           | 78  | 14            | 37            | 51            | 12            | 5             | 0  | 2        | 2        | 0        |          |          |
| 2003–04       | Los Angeles Kings        | NHL           | 64  | 8             | 29            | 37            | 16            | —             | —  | —        | —        | —        |          |          |
| 2004–05       | HC Slavia Praha          | ČHL           | 52  | 13            | 26            | 39            | 39            | 7             | 4  | 2        | 6        | 10       |          |          |
| 2005–06       | Florida Panthers         | NHL           | 74  | 15            | 37            | 52            | 26            | —             | —  | —        | —        | —        |          |          |
| 2006–07       | Florida Panthers         | NHL           | 73  | 23            | 34            | 57            | 22            | —             | —  | —        | —        | —        |          |          |
| 2007–08       | Florida Panthers         | NHL           | 52  | 7             | 13            | 20            | 10            | —             | —  | —        | —        | —        |          |          |
| 2008–09       | Barys Astana             | KHL           | 45  | 10            | 25            | 35            | 65            | 3             | 0  | 1        | 1        | 0        |          |          |
| 2009–10       | Barys Astana             | KHL           | 54  | 13            | 39            | 52            | 26            | 3             | 1  | 0        | 1        | 0        |          |          |
| 2010–11       | HK Dinamo Minsk          | KHL           | 45  | 12            | 16            | 28            | 14            | 7             | 0  | 5        | 5        | 4        |          |          |
| 2011–12       | HK Spartak Moskva        | KHL           | 21  | 1             | 7             | 8             | 8             | —             | —  | —        | —        | —        |          |          |
| 2011–12       | HK Nitra                 | SHL           | 2   | 0             | 2             | 2             | 0             | —             | —  | —        | —        | —        |          |          |
| 2011–12       | Kärpät Oulu              | SM-l          | 18  | 1             | 8             | 9             | 2             | 9             | 2  | 5        | 7        | 6        |          |          |
| 2012–13       | HK Nitra                 | SHL           | 52  | 13            | 37            | 50            | 6             | 9             | 1  | 8        | 9        | 0        |          |          |
| 2013–14       | HK Nitra                 | SHL           | 54  | 16            | 51            | 67            | 12            | 16            | 4  | 11       | 15       | 16       |          |          |
| 2014–15       | HK Nitra                 | SHL           | 49  | 20            | 31            | 51            | 8             | 12            | 6  | 11       | 17       | 4        |          |          |
| 2015–16       | HK Nitra                 | SHL           | 40  | 2             | 17            | 19            | 10            | —             | —  | —        | —        | —        |          |          |
| 2015–16       | HK Dukla Trenčín         | SHL           | 7   | 2             | 2             | 4             | 0             | 5             | 0  | 0        | 0        | 2        |          |          |
| 2016–17       | MHk 32 Liptovský Mikuláš | SHL           | 46  | 5             | 12            | 17            | 12            | —             | —  | —        | —        | —        |          |          |
| 2017–18       | HK 96 Nitra              | 2.SHL         | 6   | 4             | 7             | 11            | 2             | —             | —  | —        | —        | —        |          |          |
| Celkem v NHL  | Celkem v NHL             | Celkem v NHL  | 957 | 196           | 481           | 677           | 245           | 55            | 6  | 24       | 30       | 24       |          |          |
| Celkem ve SHL | Celkem ve SHL            | Celkem ve SHL | 259 | 60            | 156           | 216           | 64            | 42            | 11 | 30       | 41       | 22       |          |          |
| Celkem v KHL  | Celkem v KHL             | Celkem v KHL  | 144 | 35            | 80            | 115           | 109           | 14            | 1  | 6        | 7        | 4        |          |          |

## Reprezentace
| Rok                       | Tým                       | Soutěž                    | Z  | G  | A  | B  | TM |
| ------------------------- | ------------------------- | ------------------------- | -- | -- | -- | -- | -- |
| 1990                      | Československo 18         | MEJ-18                    | 6  | 1  | 3  | 4  | 4  |
| 1991                      | Československo 20         | MSJ                       | 7  | 4  | 4  | 8  | 2  |
| 1996                      | Slovensko                 | SP                        | 3  | 0  | 0  | 0  | 0  |
| 1997                      | Slovensko                 | MS                        | 8  | 2  | 1  | 3  | 4  |
| 1998                      | Slovensko                 | MS                        | 4  | 1  | 2  | 3  | 6  |
| 2002                      | Slovensko                 | OH                        | 2  | 2  | 1  | 3  | 0  |
| 2002                      | Slovensko                 | MS                        | 3  | 0  | 1  | 1  | 4  |
| 2003                      | Slovensko                 | MS                        | 9  | 4  | 11 | 15 | 0  |
| 2004                      | Slovensko                 | SP                        | 4  | 0  | 0  | 0  | 2  |
| 2004                      | Slovensko                 | MS                        | 9  | 1  | 2  | 3  | 2  |
| 2005                      | Slovensko                 | MS                        | 7  | 0  | 7  | 7  | 6  |
| 2006                      | Slovensko                 | OH                        | 3  | 0  | 0  | 0  | 0  |
| 2010                      | Slovensko                 | OH                        | 7  | 1  | 4  | 5  | 0  |
| 2011                      | Slovensko                 | MS                        | 6  | 2  | 1  | 3  | 2  |
| 2013                      | Slovensko                 | MS                        | 4  | 0  | 0  | 0  | 2  |
| Juniorská kariéra celkově | Juniorská kariéra celkově | Juniorská kariéra celkově | 13 | 5  | 7  | 12 | 6  |
| Seniorská kariéra celkově | Seniorská kariéra celkově | Seniorská kariéra celkově | 69 | 13 | 30 | 43 | 28 |